# Katolícke nowiny
Katolícke nowiny (lapcímének magyar fordítása katolikus újság) szlovák nyelven megjelenő katolikus lap volt a Magyar Királyságban. Šimon Klempa alapította 1849-ben Pesten. A lapot a szlovák nyelvű plébániák többségébe rendszeresen kézbesítették. A lap 1856-ban szűnt meg, ekkor egyesítették a szlovák nyelven megjelenő Cyrill a Method katolikus hetilappal.